# 엎은 케이크
엎은 케이크(-cake)는 과일 등의 토핑을 오븐 용기 바닥에 깔고 그 위에 케이크 반죽물을 부어 구운 케이크이다. 다 구워진 다음에는 접시 등에 위와 아래가 뒤집히도록 엎어 낸다. 뒤집은 다음 토핑을 더 얹어 장식하기도 한다. 사과, 체리, 복숭아, 파인애플 등의 과일이 흔히 사용되며, 과일 아래 버터와 설탕을 깔아 구우면 단단한 사탕 코팅이 된다.
파인애플을 쓴 미국의 "파인애플 업사이드다운 케이크(pineapple upside-down cake)"와 포르투갈/브라질의 "볼루 드 아나나스(bolo de ananás)/볼루 지 아바카시(bolo de abacaxi)" 및 사과를 쓴 프랑스의 타르트 타탱이 대표적이다.

## 사진

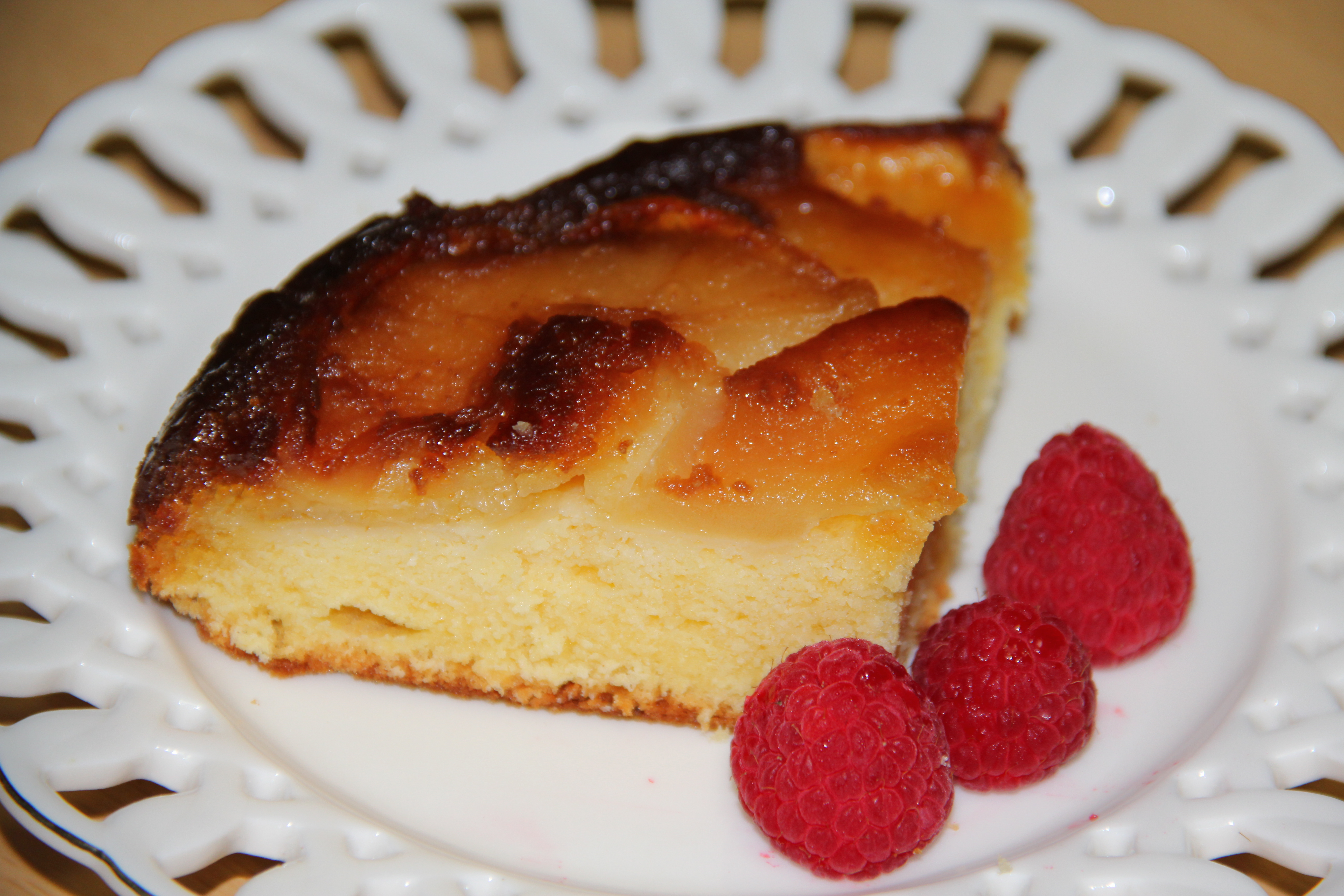
사과를 사용한 뒤엎은 케이크
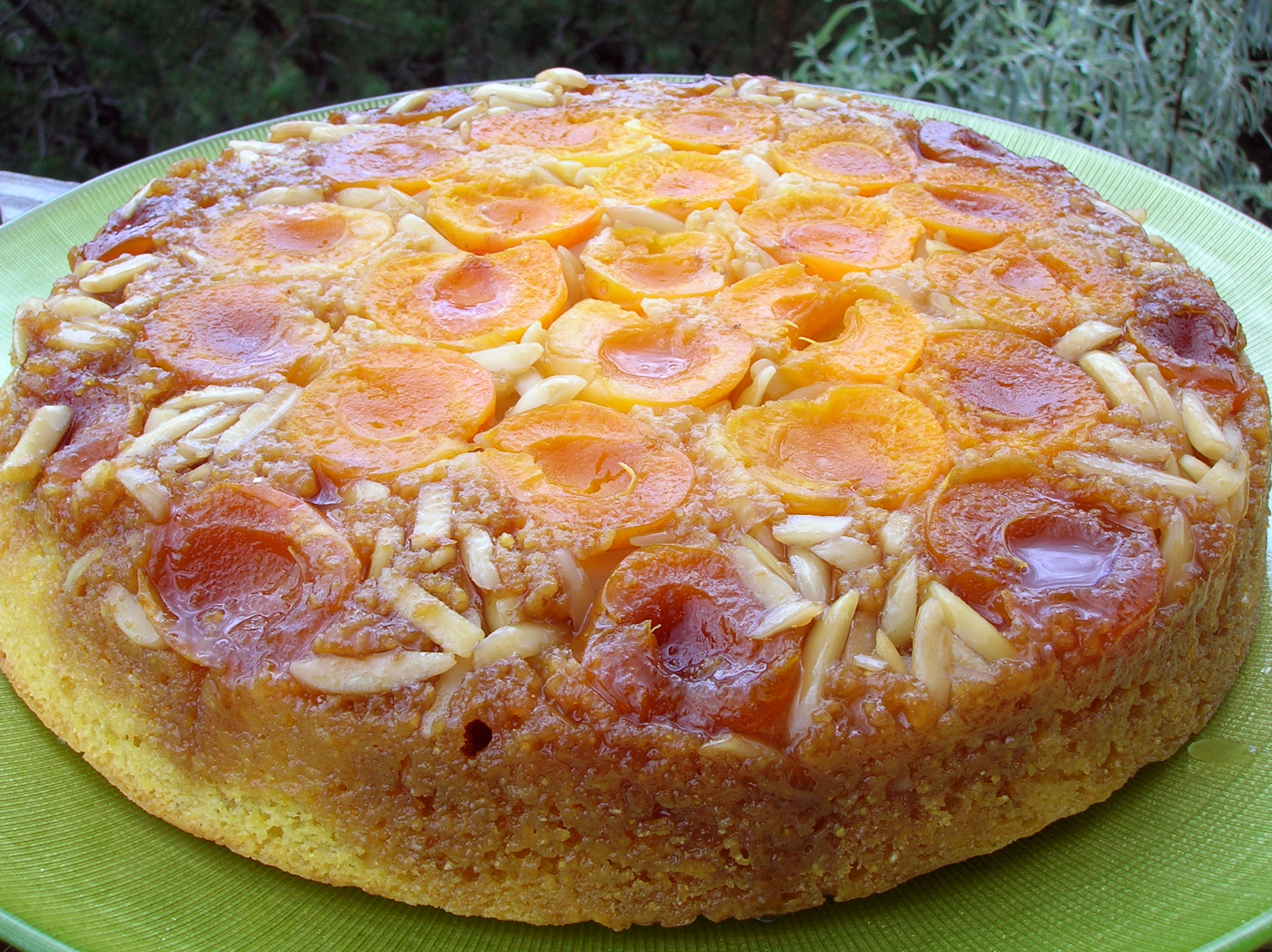
살구를 사용한 뒤엎은 콘밀 케이크
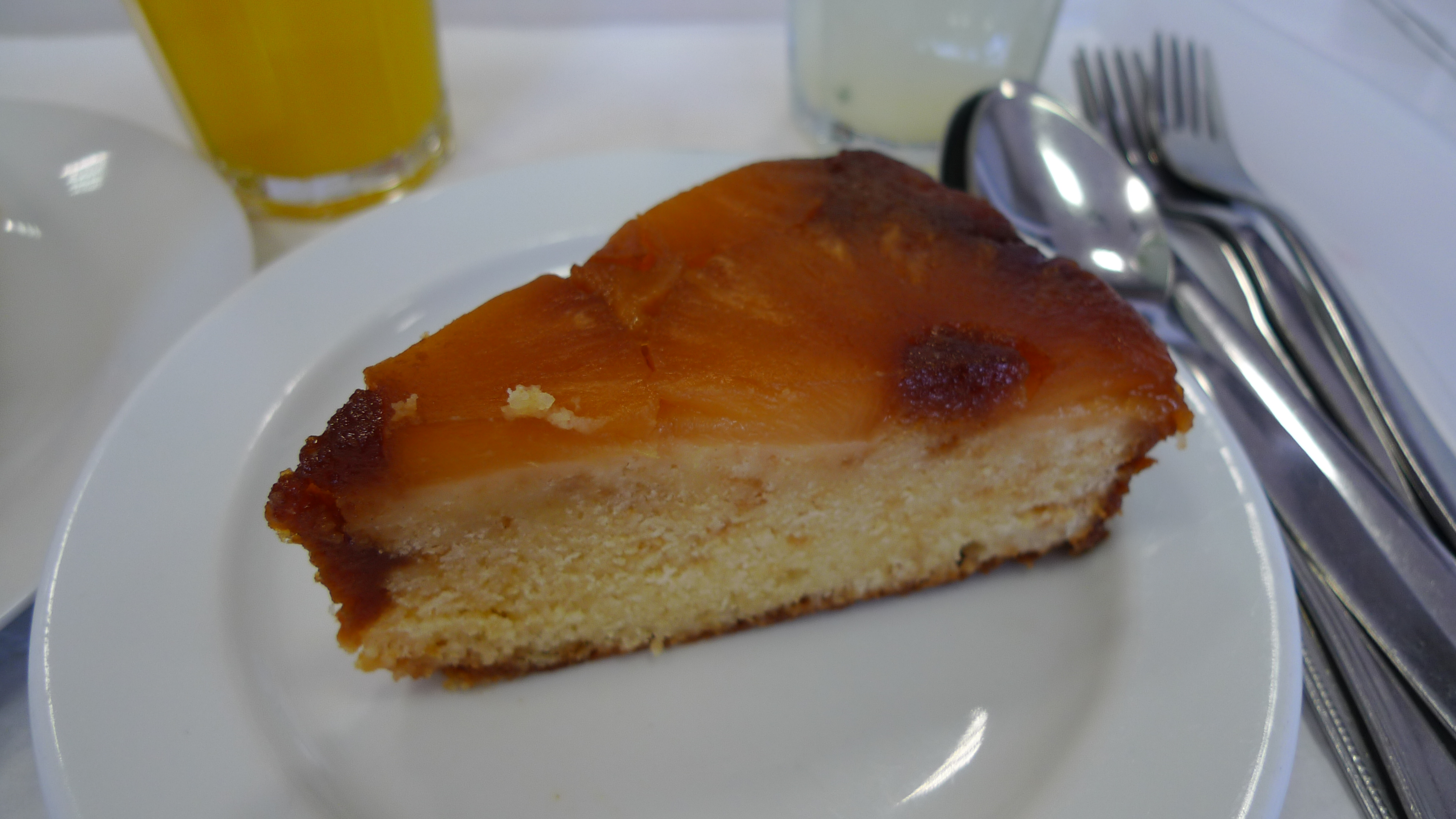
볼루 드 아나나스
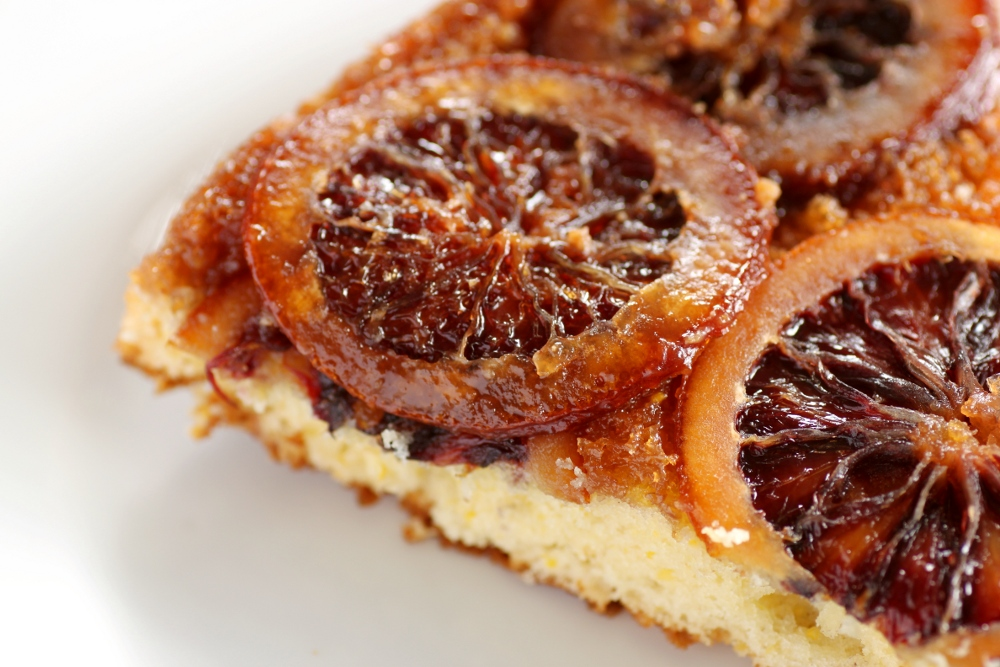
블러드오렌지를 사용한 엎은 케이크

## 같이 보기
- 과일 케이크